# Jeanne d'Arc guerrière
Jeanne d'Arc guerrière est une statue représentant Jeanne d'Arc datant du XIXe siècle et réalisée par Edme-François-Étienne Gois.
Initialement située sur la place du Martroi, elle est depuis 2013 situé sur la rive gauche de la Loire dans le square de La Pucelle à Orléans (Loiret)

## Géographie
La statue est initialement située dans le centre-ville d'Orléans, sur la place du Martroi de 1804 à 1855, elle est ensuite déplacée à la tête du pont George-V sur la rive gauche de la Loire et y reste de 1855 à 1955.
En 1955, la statue est de nouveau déplacée sur le quai du Fort-des-Tourelles et y reste jusqu'en 2013, année à laquelle elle est placée dans le square de La Pucelle.

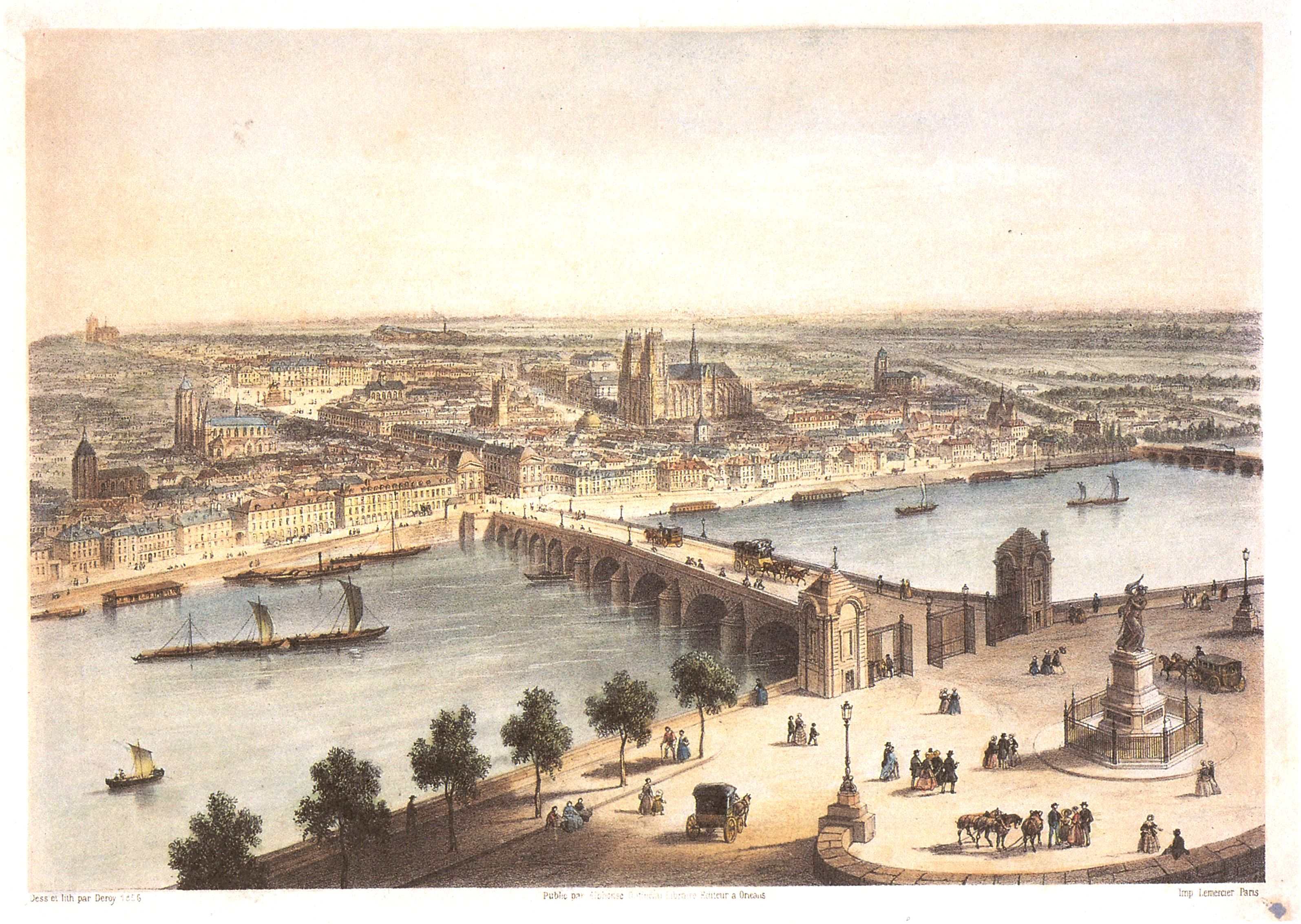
En 1856, la statue est positionnée en tête sud du pont George-V.
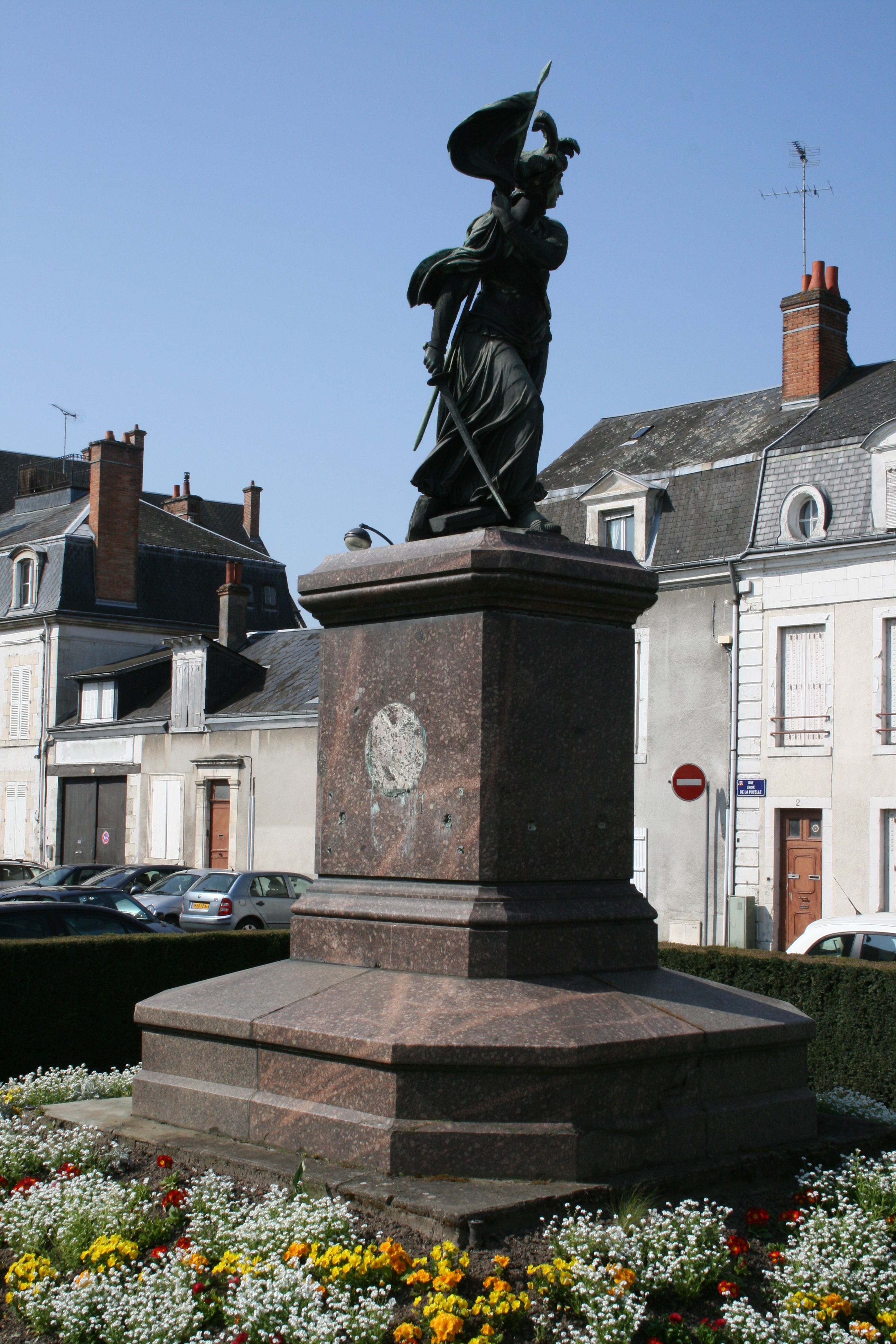
En 1956, la statue est déplacée 60 mètres en amont, à l'emplacement de l'ancien pont des Tourelles.
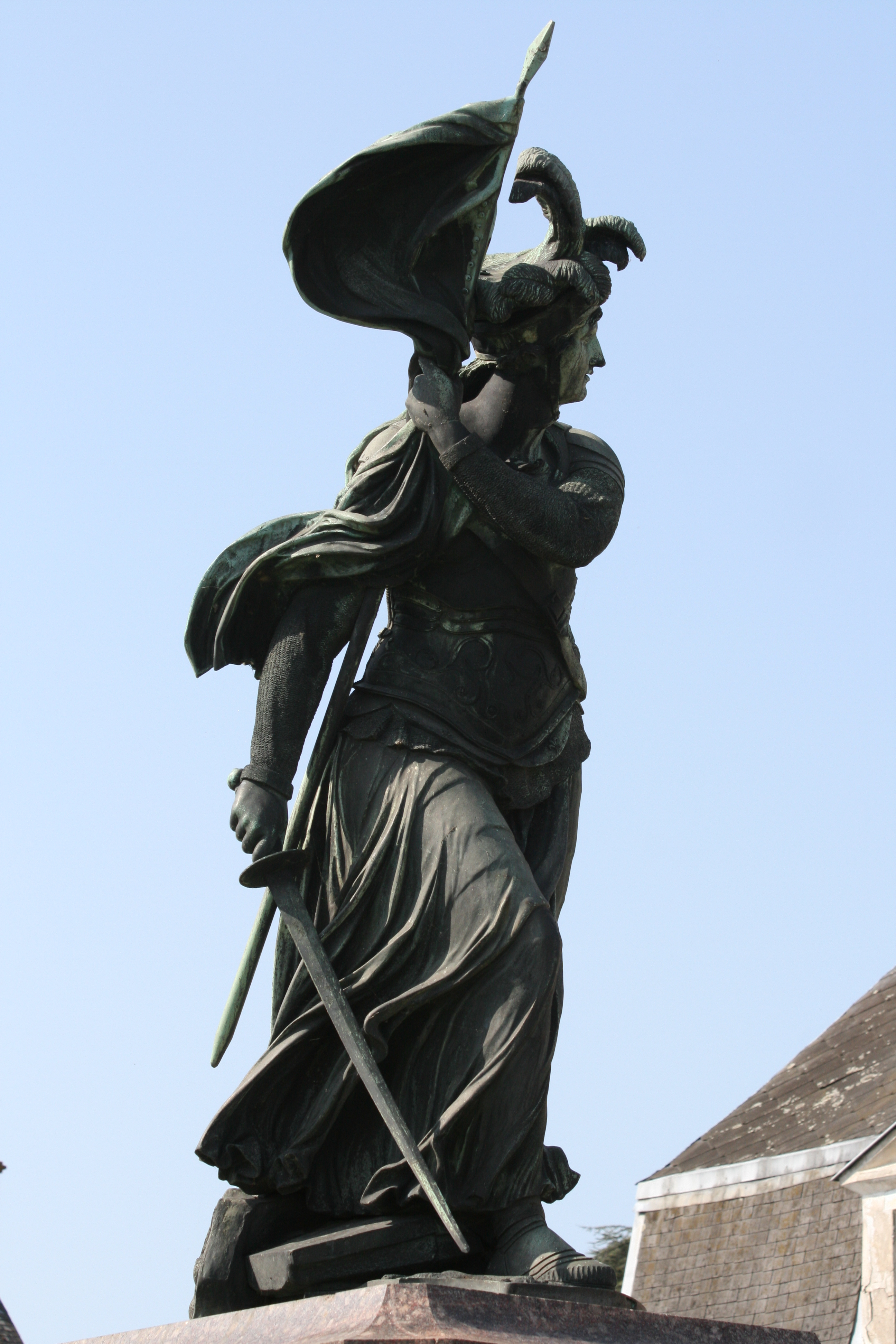
Vue en pied, Jeanne d'Arc est en robe flottante, une esthétique en décalage pour cette période néo-classique.
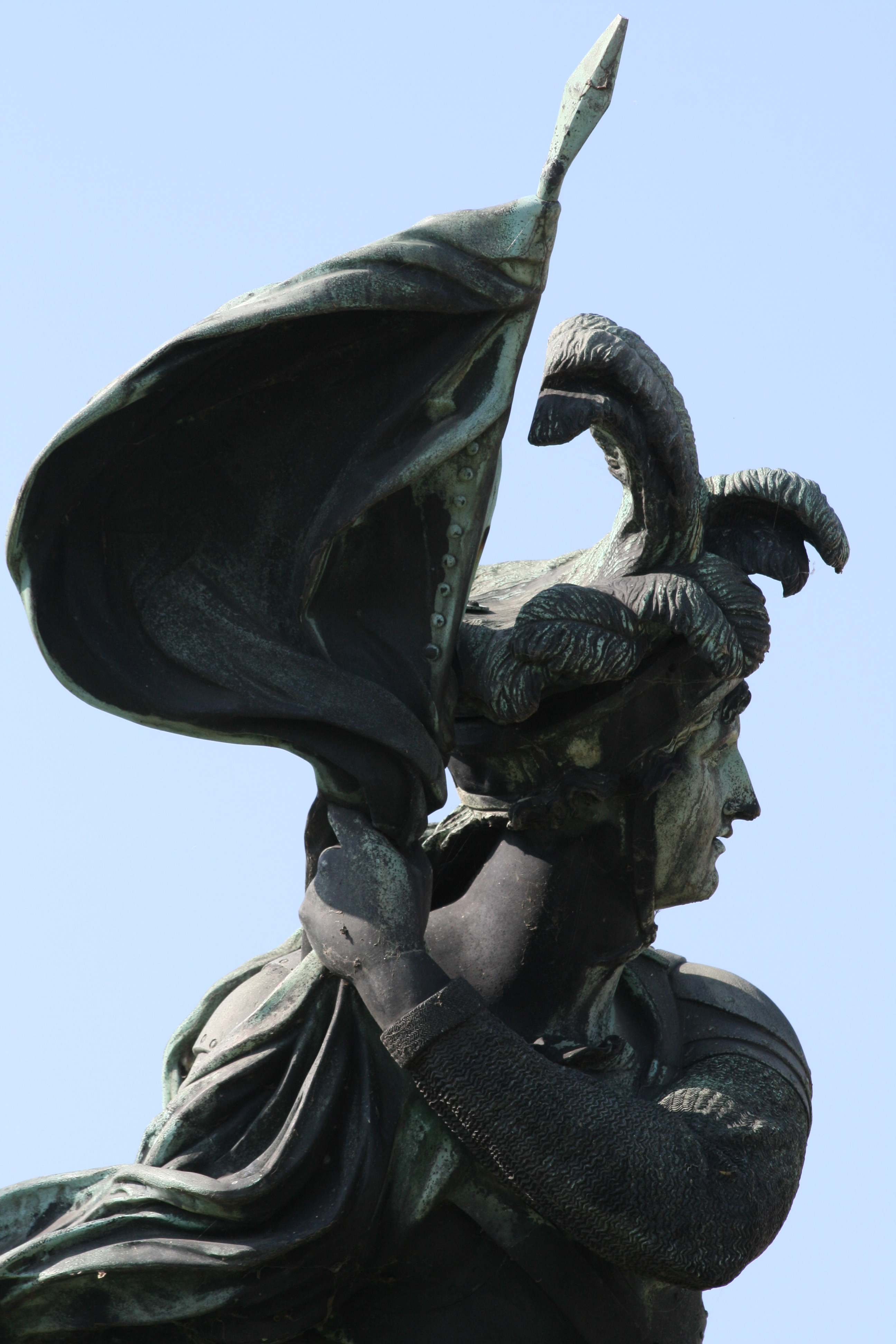
Vue rapprochée. Le chapeau est orné d'un panache.

## Histoire
La statue est commandée et réalisée au cours du Premier Empire. Classée monument historique en 2017 avec cinq autres statues à Orléans, l'arrêté officiel est publié au Journal officiel en mai 2018.

## Description
Inspirée par un tableau de Philippe de Champaigne aujourd'hui disparu, mais dont on peut se faire une idée d'après des gravures, et par le portrait des échevins, Gois conçoit une Jeanne d'Arc en pied militarisée. Elle conserve le béret au panache de plumes et acquiert une cuirasse. Sa pose est dynamique et exaltée, foulant aux pieds le bouclier anglais, elle étreint une bannière qui n'est pas loin du drapeau bleu-blanc-rouge. Mais elle ne mesure que 2,60 m sur un socle de 2,90 m et elle déçoit les Orléanais.

## Sources iconographiques de la statue

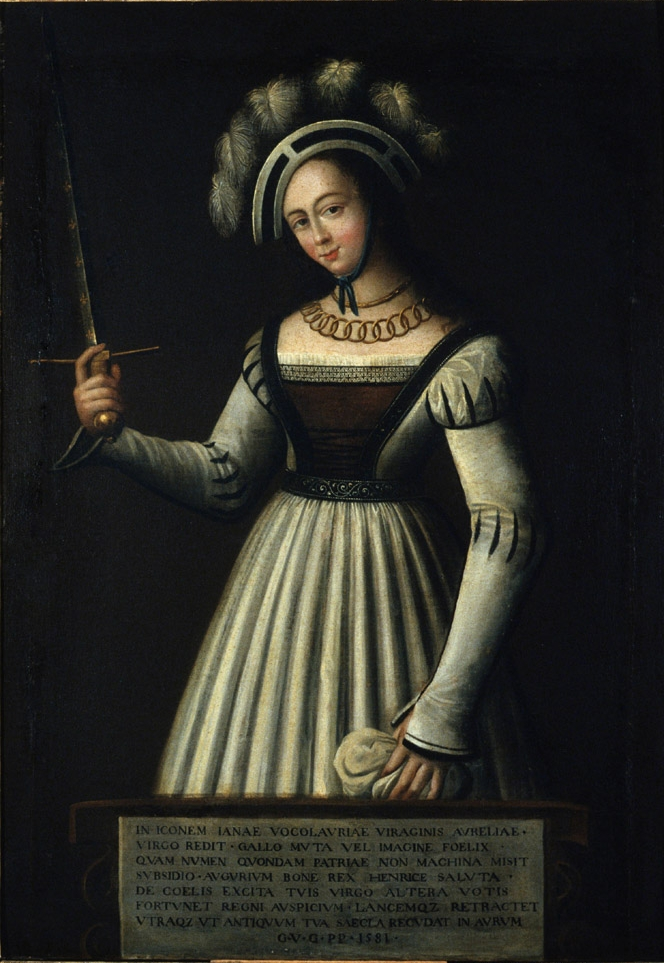
Le portrait dit des échevins, vers 1580.
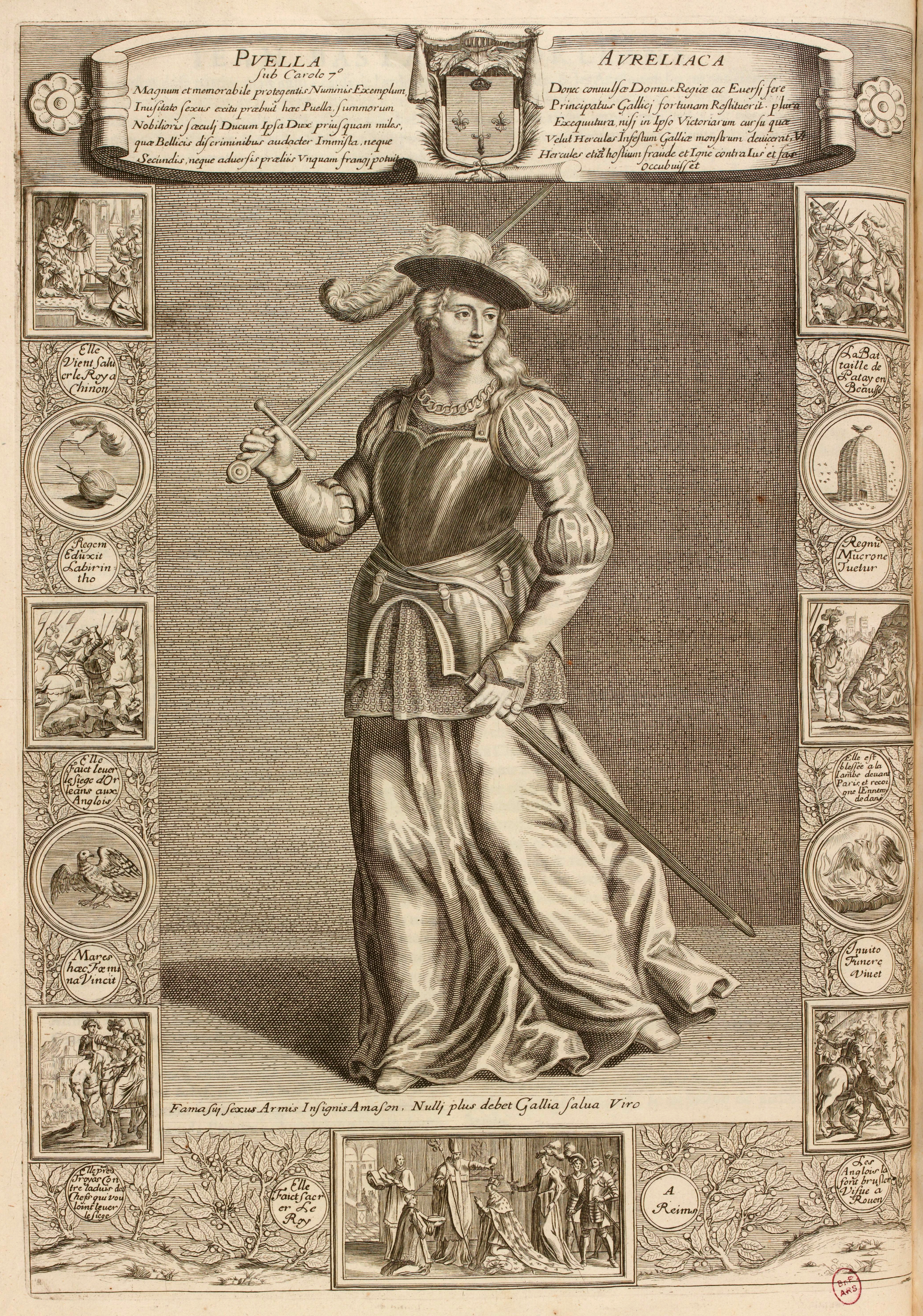
Gravure de 1690, d'après le tableau perdu de Philippe de Champaigne.
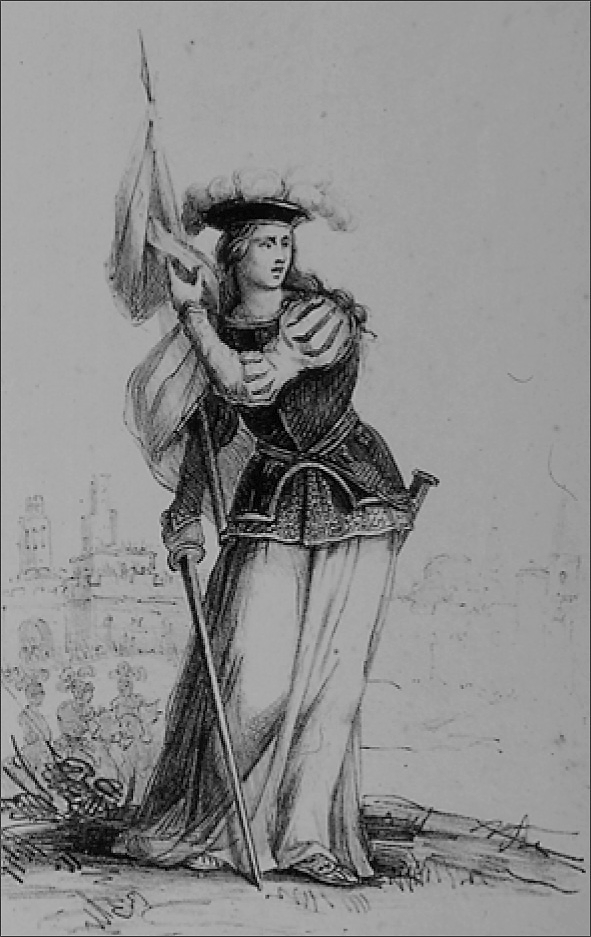
Gravure de l'époque romantique peut-être inspirée par la statue déjà existante (?)
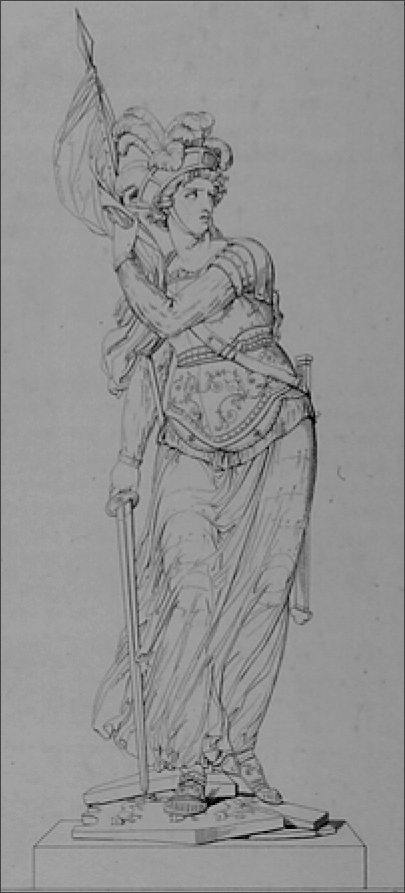
Dessin préparatoire de Gois, 1803
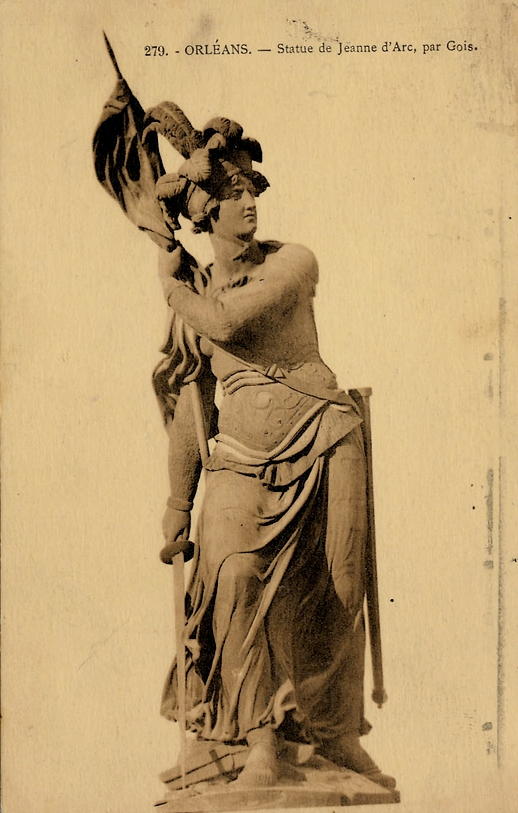
La statue réalisée, 1804